# アリスティディス・モライティニス

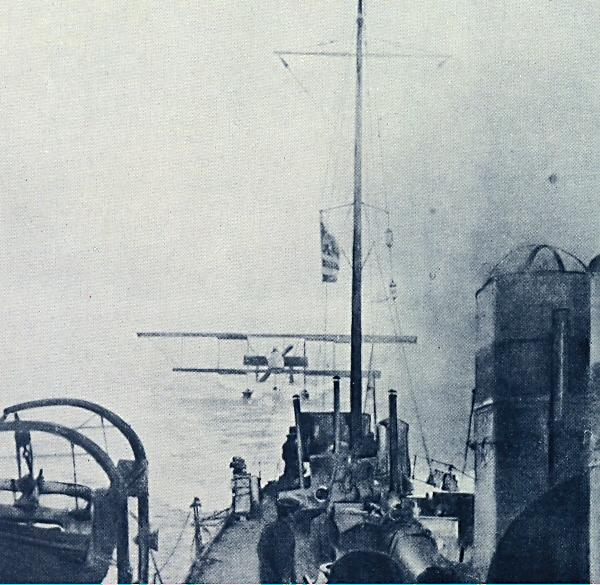
ギリシャの駆逐艦Velosに収容されるモライティニスらのFarman MF.7

アリスティディス・モライティニス（ギリシャ語: Αριστείδης Μωραϊτίνης, ラテン文字転写: Aristeidis Moraitinis、1891年 – 1918年12月22日）は、ギリシャの軍事航空のパイオニアである。1912年から始まったバルカン戦争で、Michael Moutoussisとともに海軍の航空作戦に従事し、第一次世界大戦では9機を撃墜し、ギリシャ軍唯一のエースとなった。

## 初期のキャリアとバルカン戦争
アイギナ島でうまれた。ギリシャ海軍士官学校を1910年に卒業した。バルカン戦争が始まると、新たに創設されたギリシャ海軍航空隊に志願した。1913年2月5日、陸軍士官Michael Moutoussisとともにファルマン MF.7を改造した水上機でダーダネルス海峡のオスマン艦隊の偵察を行った。トルコのNaraの海軍基地まで飛行し、トルコの艦船と装備を偵察するとともに4個の爆弾を投下した。爆撃は戦果を上げることはなかったが、この飛行は海軍の飛行機が行った歴史上最初の作戦行動であるとされる。

## 第一次世界大戦
1914年にDimitrios Kamberosとともに海軍航空士官学校の創設に尽力し、ギリシャ最初の航空機工場を創立した。1917年にギリシャが三国協商側に参戦すると、エーゲ海でイギリス空軍の指揮下でソッピース キャメルに搭乗した。モライティニスの戦闘としては、1918年1月20日、トルコ軍艦を爆撃に向かうソッピース ベービーを護衛し、10機の敵機と戦い、3機を撃墜した。この功績でイギリスの特別功労賞を受勲した。
戦争の終了までに9機を撃墜し、ギリシャ人唯一のエースとなった。ギリシャ海軍航空隊の指揮官となった。1918年12月22日、テッサロニキからアテネに飛行する途中、オリンポス山上空で悪天候のために墜死した。

## 賞
- ギリシア十字勲章 (War Cross (Greece))
- 殊功勲章 (Distinguished Service Order, D.S.O.)[8]

さらに、彼はギリシャおよびイギリスからいくつかの表彰状を受け取り、イギリスは"To the Commander A. Moraitinis, D.S.O."と銘刻された新しいAirco DH.9を提供した。